# Azubuike Okechukwu
Azubuike Godson Okechukwu, né le 19 avril 1997 à Katsina au Nigeria, est un footballeur international nigérian, qui évolue au poste de milieu de terrain à Çaykur Rizespor.

## Biographie

### Carrière internationale
Avec l'équipe du Nigeria des moins de 23 ans, Okechukwu participe à la Coupe d'Afrique des moins de 23 ans 2015 organisée au Sénégal. Lors du tournoi, il dispute quatre rencontres. Le Nigeria remporte la compétition en battant l'Algérie en finale. Il est en parallèle élu meilleur joueur du tournoi.
Il reçoit sa première sélection en équipe du Nigeria le 29 mars 2016, contre l'Égypte, dans le cadre des éliminatoires de la Coupe d'Afrique 2017. Le match se solde par une défaite 1-0 des Nigérians.
Il fait partie de la liste des 18 joueurs nigérians sélectionnés pour disputer les Jeux olympiques d'été de 2016. Il dispute cinq rencontres, lors de la compétition qui voit le Nigeria remporter la médaille de bronze.

## Palmarès

### En sélection
- Vainqueur de la Coupe d'Afrique des moins de 23 ans en 2015
- Médaille de bronze aux Jeux olympiques d'été de 2016

### Distinctions personnelles
- Élu meilleur joueur de la Coupe d'Afrique des moins de 23 ans en 2015